# Jeannette Thurber
Jeannette Thurber (Delhi, 29 gennaio 1850 – Bronxville, 2 gennaio 1946) è stata una mecenate statunitense fondatrice del National Conservatory of Music of America, nel 1885, il primo del suo genere e un'impresa che alcuni dicono abbia inaugurato la prima musica orchestrale con un suono tipicamente americano.

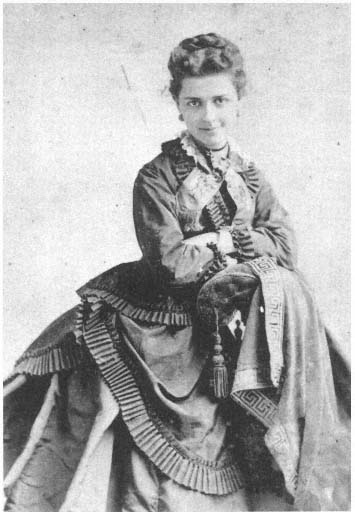
Jeannette Thurber da giovane, c. 1870

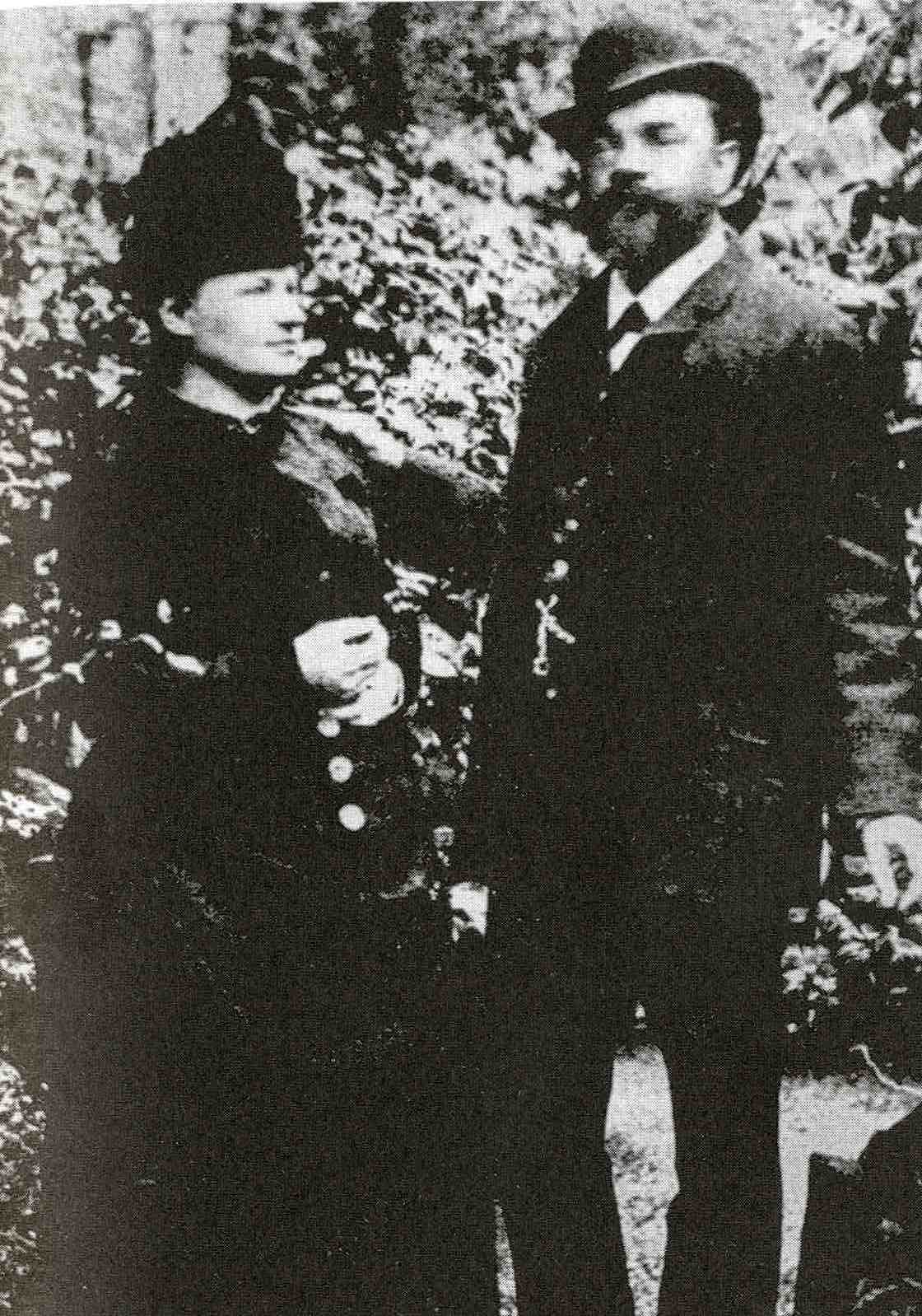
Anna Dvorak con Antonin a Londra, 1886

In una posizione molto radicale per l'epoca, la Thurber difese i diritti delle donne, delle persone di colore e degli handicappati, di frequentare la sua scuola, a volte con una borsa di studio. Era il 1885, non molto tempo dopo la guerra civile, e la sua scuola era razzialmente integrata, promosse le donne e aveva una posizione inclusiva nei confronti degli handicappati.
La Thurber ha fondato la scuola in parte a causa della sua convinzione che una nazione avrebbe dovuto coltivare la propria musica, una posizione insolita quando l'atteggiamento prevalente era che tutta l'arte colta, in particolare la musica orchestrale, proveniva dalla Germania o dall'Italia. Durante la gestione della scuola, sponsorizzò concorsi per musicisti statunitensi per sviluppare la musica del nuovo mondo.
“Il Conservatorio Nazionale di Musica d'America è stata un'istituzione eccezionale per la preparazione musicale professionale negli Stati Uniti per circa 25 anni o più. Al suo apice, negli anni Novanta dell'Ottocento, vantava una facoltà di fama internazionale... e avviava un corso di studi le cui caratteristiche sono diventate la base per il curriculum, ormai dato per scontato, nei collegi e conservatori di questo paese. I suoi risultati sono stati gli sforzi di un'unica visionaria: Jeannette M. Thurber, una ricca e idealista newyorkese che ha dedicato la maggior parte della sua vita alla scuola... Sebbene il suo design innovativo per il Conservatorio sia stato influente nel plasmare il corso della musica americana per il XX secolo, la signora Thurber e la sua scuola sono scivolate nell'oscurità immeritata".

## Biografia
Jeannette Meyers era la figlia di Henry Meyers, un violinista immigrato da Copenaghen, Danimarca, e Annamarie Coffin Price. Studiò al Conservatorio di Parigi, che la ispirò a sostenere il finanziamento del governo per la sua scuola, come avveniva in Francia. Il 15 settembre 1869, all'età di 19 anni, sposò Francis Beatty Thurber (Delhi, 13 novembre 1842 – Manhattan, 4 luglio 1907), che in seguito sarebbe diventato un grossista di generi alimentari e milionario. La coppia ebbe due figlie, Marianne e Jeannette. La famiglia aveva una residenza estiva a Onteora Park nelle montagne di Catskill.

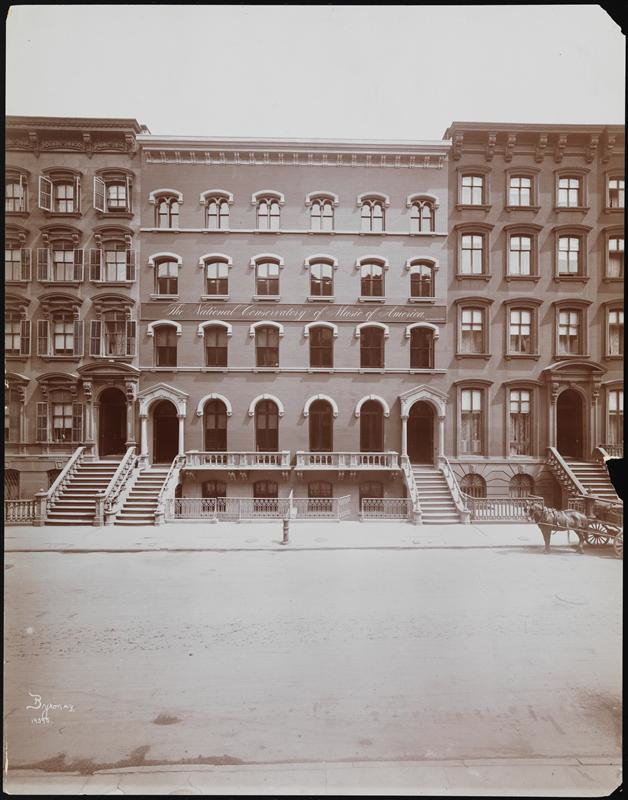
L'edificio del Conservatorio Nazionale di Musica d'America

Nel 1884 la Thurber sponsorizzò il primo festival wagneriano di New York. Nel 1885 fondò il Conservatorio Nazionale di Musica d'America e la American Opera Company, entrambi a New York. Nel 1888/1889 sponsorizzò il debutto a New York della Boston Symphony. Ma il Conservatorio sembrava essere il suo vero amore, e crebbe dagli 84 studenti dell'apertura ai 3000 nel 1900. Il suo successo fu dovuto, in parte, alla sua convinzione che la sua scuola richiedesse una facoltà eccezionale e celebrata pubblicamente: il suo primo direttore fu Jacques Bouhy, un baritono di fama mondiale.
Nel 1892, chiamò il compositore ceco Antonín Dvořák negli Stati Uniti per dirigere il suo conservatorio, dove rimase fino al 1895. Dvořák, che aveva rifiutato più volte la sua offerta, fu convinto da sua moglie, Anna Dvorak, quando apprese dello sbalorditivo stipendio annuale di $ 15.000, che era 25 volte il suo reddito dell'epoca. Doveva ricevere quattro mesi di ferie estive in cambio di tre ore di insegnamento giornaliero e sei concerti annuali. Fu lì che incontrò lo studente afroamericano di 26 anni Harry Burleigh. Burleigh, che lavava i pavimenti per pagare le tasse scolastiche, cantava spiritual mentre lavorava e attirò l'interesse di Dvorak. La resa di Burleigh degli spiritual afroamericani ebbe un profondo effetto sulle composizioni di Dvorak e servì come base per una delle sue sinfonie più famose (con un titolo suggerito da Thurber, si dice), "Dal Nuovo Mondo". Dvorak disse: "Nelle melodie negre d'America scopro tutto ciò che è necessario per una grande e nobile scuola di musica". Burleigh continuò ad assistere Dvorak nella copia di sezioni del suo lavoro come suo amanuense, e alla fine divenne un noto baritono e compositore a pieno titolo, nonché membro di facoltà al Conservatorio.
Oltre alle questioni razziali e di genere, la Thurber sostenne l'idea di un Conservatorio finanziato dal governo federale e fu molto attenta al fatto che gli Stati Uniti erano l'unica nazione industrializzata che non forniva fondi governativi per le arti. Ella "accelerò il dibattito pubblico sull'adeguatezza di un Conservatorio di musica finanziato dal governo federale in una società capitalista". In effetti, l'Institute of Musical Art della città di New York, fondato nel 1904 con il sostegno di Andrew Carnegie, era un'istituzione finanziata privatamente e divenne la sua principale competitrice, e non c'è alcuna indicazione nel registro pubblico che accettasse i neri, i portatori di handicap o addirittura le donne. La scuola alla fine si trasformò nella Juilliard School. Carnegie era stato anche un mecenate fondatore del Conservatorio della Thurber, anche se alcune ricerche suggeriscono che oltre a un piccolo contributo, dato da L. Horton e Andrew Carnegie, la Thurber fu l'unica che contribuì al sostegno finanziario.

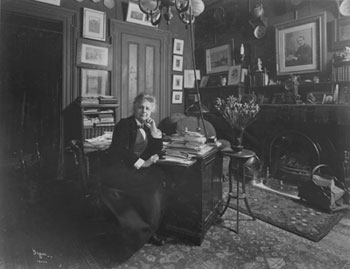
Jeannette Meyers Thurber nel suo ufficio

Le continue difficoltà nell'ottenere finanziamenti per la sua scuola, pubblica o privata, e la sua debole energia man mano che passavano gli anni, portarono alla chiusura della scuola, ma anche quella che le succedette: le scuole di musica erano iniziate a sorgere, in competizione tra docenti e studenti. D'altra parte, la sua scuola venne cancellata dagli archivi della storia della musica ben prima che le porte si chiudessero. "È vistosamente assente dalla National Music of America di Elson, scritta nel 1899, né vi è alcun riferimento ad essa nella History of Music di Waldo Selden Pratt del 1909, tuttavia la scuola stava ancora facendo pubblicità a livello nazionale e iscrivendo centinaia di studenti".
Gli studiosi suggeriscono che potrebbe essere dovuto al fatto che la scuola era stata classificata come "particolarmente efficace nell'aiutare gli studenti di nascita straniera e alcune classi speciali, come i ciechi e quelli di colore." O perché l'orchestra aveva "una spolverata di ragazze", come riportava il New York Evening Post nel 1899.
La Thurber visse fino a 96 anni, scomparendo nel 1946, come donna che "univa il suo amore per la musica con l'immaginazione imprenditoriale, le capacità di gestione del negoziatore del lavoro e una profonda dedizione all'educazione musicale, qualità che la contraddistinguono, ancora oggi, come uno dei mecenati più intelligenti ed efficaci che abbia mai preso posizione per la musica americana”.